# Mehlhaube
Mehlhaube, zuletzt ein Gemeindeteil der Gemeinde Nainhof-Hohenfels im ehemaligen Landkreis Parsberg, ist eine Wüstung im Truppenübungsplatz Hohenfels, teilweise überbaut mit militärischen Anlagen der US-Armee.

## Geographische Lage
Die Einöde Mehlhaube lag im oberpfälzischen Jura der Südlichen Frankenalb etwa 2 km nördlich von Hohenfels auf ca. 469 m ü. NHN am Hang der Erhebung Mehlhaube.

## Geschichte
Mit dem zweiten bayerischen Gemeindeedikt von 1818 wurde die Ruralgemeinde Unterödenhart im Landgericht Parsberg (dem späteren Landkreis Parsberg) mit den sieben Orten Unterödenhart, Aicha, Butzenhof(en), Machendorf, Oberödenhart, Pöllnricht und Sichendorf gebildet. Zu ihr kam die 1870 errichtete Einöde Mehlhaube hinzu; der Ortsname erscheint erstmals amtlich 1884, ist aber als dortige Flurbezeichnung älter, wie die Bayerische Uraufnahme zeigt.
Als 1938 ein Wehrmachtsübungsplatz in der Oberpfalz errichtet wurde, musste die Gemeinde Unterödenhart und damit auch die Einöde Mehlhaube abgesiedelt werden und ging 1944 offiziell im Heeresgutsbezirk Hohenfels auf. Nach dem Ende des Zweiten Weltkriegs wurde das Einödanwesen durch Flüchtlinge und Vertriebene neu besiedelt. Im Herbst 1950 mussten die zehn Neusiedler das Anwesen jedoch wieder verlassen, da der US- und NATO-Truppenübungsplatz Hohenfels errichtet wurde. In ihm wurde die Einöde zur Wüstung; es entstanden militärische Objekte des „US-Camp Mehlhaube“.  
Im Zuge der Gebietsreform in Bayern wurde das Gebiet der ehemaligen Gemeinde Unterödenhart am 1. Oktober 1970 dem Markt Hohenfels angeschlossen.

### Einwohner- und Gebäude-/Hofzahlen
- 1900: 9 Einwohner, 1 Wohngebäude[5]
- 1925: 8 Einwohner, 1 Wohngebäude[6]
- 1950: 10 Einwohner, 1 Wohngebäude[7]

### Kirchliche Verhältnisse
Die Einöde gehörte zur katholischen Pfarrei St. Ulrich zu Hohenfels im Bereich des  Bistums Regensburg. Dorthin gingen die Kinder bis zur Absiedelung in die katholische Schule. 